# Marcelino Hernández Rodríguez
Mons. Marcelino Hernández Rodríguez era el Obispo de la Diócesis de Colima, de la cual tomó posesión el 10 de enero de 2014.

## Biografía

### Primeros año y formación
Nació en San Luis Potosí, S. L. P. el 28 de mayo de 1946. Es miembro de una familia de 4 hermanos, entre ellos un hermano sacerdote de nombre Tarcicio Hernández Rodríguez.
Vivió en Guadalajara, Jalisco desde 1948. Estudió la primaria en el Colegio Parroquial de San Martín de Tours, en el Colegio de Infantes de Catedral de Guadalajara, en el Colegio Parroquial de San Vicente de Paul y en el Colegio Juan Ma. Salvatierra.
Ingresó a Humanidades en el Seminario de Guadalajara el 9 de noviembre de 1958. Estudió filosofía y teología en el Seminario Diocesano de Guadalajara. 
También es Licenciado en Psicología egresado del ITESO.

### Sacerdocio
Fue ordenado sacerdote el 22 de abril de 1973 en la Catedral de Guadalajara, por el Cardenal, José Salazar López.
Como sacerdote desempeñó los siguientes cargos:
- Párroco de la Inmaculada Concepción en Guadalajara, Jalisco.
- Encargado de Pastoral Juvenil Diocesana, miembro del equipo de pastoral juvenil Diocesana y Jornadas de Vida Cristiana de 1973 a 1988
- Vicario parroquial en San Rafael del Parque de 1973 a 1978 y en San Bernardo de 1978 a 1988.
- Secretario del Colegio de asesores (1981-1987).
- Secretario del Equipo Regional del Apostolado de los laicos (1982-1987).
- Párroco de San Alfonso María de Ligorio (1988-1998).
- Coordinador de Promoción Humana Sacerdotal (1989-1991).
- Trabajó en el "Programa Génesis para Sacerdotes de casa Albertone" desde su fundación en 1989. Director del Programa desde 1993.
- Profesor titular de la materia de Psicología en el Seminario Mayor de Guadalajara. (1994-1998).

## Episcopado

### Obispo auxiliar de México
- Nombrado por su Santidad Juan Pablo II Obispo titular de Ancusa y Auxiliar de México el 5 de enero de 1998.
- Ordenación Episcopal el 5 de febrero de 1998 por el Card. Norberto Rivera Carrera Arzobispo Primado de México como Consagrante Principal. Co-Consagrantes: Card. Juan Sandoval Iñiguez Arzobispo de Guadalajara y Mons. Javier Navarro Rodríguez en aquel momento Obispo de San Juan de los Lagos.
- Vicario Episcopal de la VII Zona de Pastoral de la Arquidiócesis de México hasta el mes de marzo de 2004, nombrado en esa misma fecha vicario episcopal de la II Zona de Pastoral.
- Suplente de la Región Pastoral Metropolitana (Trienio 2000 - 2003)
- Vocal de la Comisión Episcopal del Clero de 1998 a 2000 y de 2000 a 2003 y nuevamente de 2003 a 2006
- Miembro del Consejo Superior ante la Universidad Pontificia de México de 2003 a 2006

### Obispo de Orizaba
- En 2008 es nombrado Obispo de Orizaba por el Papa Benedicto XVI. Tomó posesión de esta Diócesis el 22 de abril de 2008.
- Responsable de la Dimensión del Clero 2006 a 2012

### Obispo de Colima
- El 11 de noviembre de 2013 es nombrado Obispo de la Diócesis de Colima por el papa Francisco,  tomando posesión canónica el 10 de enero de 2014, convirtiéndose así en el XI Obispo de Colima.
- Presidente de la Comisión de Solidaridad Intra- Eclesial para el periodo 2012 -2015.
- Tras cumplir 75 años, en el que el derecho de la Iglesia católica establece como límite para el desempeño de cargos episcopales, presentó su renuncia en mayo de 2021, siendo esta aceptada el  23 de diciembre del mismo año por el papa Francisco. Pasando a ser desde ese momento obispo emérito.